# Mary Musgrove
Mary Musgrove, född 1700, död 1765, var en amerikansk urinnevånare (Creeker). Hon är känd för sin roll som diplomatisk medlare mellan och de brittiska kolonisterna i Georgia. Hon var gift med en engelsk kolonist, John Musgrove, och anlitades sedan som tolk och diplomat av de engelska kolonisterna.
Hon är inkluderad i Georgia Women of Achievement (GWA). 